# Meningen med livet (film)
Meningen med livet (engelska: Monty Python's The Meaning of Life) är en musikalisk komedifilm från 1983 av komikergruppen Monty Python. Till skillnad från de två tidigare filmerna av dem är Meningen med livet uppbyggd med sketcher, liknande gruppens tv-serie. Filmen är den sista större Monty Python-produktionen.

## Handling
Filmen är indelad i flera avsnitt vars huvudtema är liv - från födseln till döden. Filmen börjar med förfilmen "Karmosins Försäkringar AB" i regi av Terry Gilliam, där revisorer gör myteri och seglar iväg med sin kontorsbyggnad som ett piratskepp. Därefter kommer en prolog där ett par fiskar i ett akvarium ifrågasätter meningen med livet. Detta följs av flera sketcher baserad på steg i livet. Ett familj katoliker har för många barn då de inte använder kondom för "varje spermie är helig" (Every Sperm is Sacred). För att undkomma fattigdom måste katolikerna därför sälja sina barn till ett laboratorium, medan en protestantisk man hånar dem för han får ha kondom och kan ha hur mycket sex som helst. Hans fru klagar dock på att de aldrig har det. Under första världskriget försöker en officer inspirera sina män till anfall, men de ger honom istället avskedspresenter. På en restaurang äter den groteske Mr Creosote en enorm måltid. Kyparen försöker till sist erbjuda honom ett mintflan, vilket Creosote äter efter viss övertalning vilket leder till att han sprängs. I en sommarstuga försöker liemannen allt mer desperat få en familj att inse att de har avlidit och måste följa med honom. 

## Om filmen
Meningen med livet är Monty Pythons sista film. Den innehåller bland annat sångerna "The Meaning of Life", "The Penis Song", "The Galaxy Song" och "Every Sperm is Sacred". Filmen såldes med sloganen "Det tog Gud 6 dagar att skapa himmel och jord och Monty Python 90 minuter att ställa till den".

## Rollista i urval
- Graham Chapman - diverse roller
- John Cleese - diverse roller
- Eric Idle - diverse roller
- Terry Gilliam - diverse roller
- Terry Jones - diverse roller
- Michael Palin - diverse roller
- Patricia Quinn - lärarens hustru
- Carol Cleveland - rektorns hustru
- Simon Jones - Cedric